# Teodor Meleșcanu
Teodor Viorel Meleșcanu (n. 10 martie 1941, Brad, Hunedoara, România) este un diplomat și om politic român, ministru de externe în perioada 1992-1996 în guvernul Văcăroiu din partea FDSN, din nou ministru de externe din 10 noiembrie 2014 până în 18 noiembrie 2014, în guvernul Ponta.
În perioada aprilie 2007–decembrie 2008 a fost ministru al apărării naționale în Guvernul Tăriceanu (PNL).
A fost senator de Prahova, ales în colegiul al treilea al acestei circumscripții, pe listele Partidul Național Liberal. Membru al senatului în legislatura 1996-2000, a fost ales atunci pe listele PDSR, iar în 2004 a fost ales pe listele Alianței D.A..
În 27 februarie 2012 președintele Traian Băsescu l-a desemnat pe Teodor Meleșcanu drept director al Serviciului de Informații Externe. A fost validat în funcție de Parlamentul României în data de 28 februarie 2012. Pe 22 septembrie 2014 a demisionat din funcție și și-a depus candidatura pentru alegerile prezidențiale din 2014.

## Biografie
Teodor Viorel Meleșcanu s-a născut la data de 10 martie 1941, în localitatea Brad, pe atunci reședință de plasă în județul Hunedoara (interbelic). După absolvirea Liceului Moise Nicoară din Arad, a urmat studii universitare la Facultatea de Drept din București (1959-1964), unde a fost coleg cu viitoarea soție și apoi cursuri postuniversitare de relații internaționale la Universitatea din București (1964-1966). În perioada facultății, în anul 1961, și-a satisfăcut stagiul militar obligatoriu la Școala Militară de Ofițeri de Rezervă din Botoșani, având în prezent gradul de sublocotenent (în retragere), arma infanterie.
În anul 1966 a fost angajat ca diplomat în Ministerul Afacerilor Externe, fiind promovat succesiv, prin examene și concursuri, până la gradul de ambasador. A îndeplinit următoarele funcții în cadrul ministerului: atașat diplomatic la Direcția Juridică a Tratatelor (1966-1970) și secretar III la Departamentul Organizații Internaționale, Secțiunea Tratate de dezarmare (1970-1978).
În această perioadă, a urmat cursuri postuniversitare la Facultatea de Științe Economice și Sociale a Universității din Geneva (1967-1968) și Institutul Internațional de Înalte Studii Internaționale din Geneva (1967-1970). A obținut în anul 1973 titlul științific de doctor în științe politice și drept internațional la Universitatea din Geneva, studiile fiind plătite din bugetul statului român, întrucât studentul Teodor Meleșcanu era ofițer activ al Direcției de Informații Externe al Securității Statului.
Între anii 1978-1985, Teodor Meleșcanu a fost detașat ca secretar II la Misiunea Permanentă a României de pe lângă Organizația Națiunilor Unite și alte organizații internaționale de la Geneva. Revine în România în anul 1985 în Centrala Ministerului Afacerilor Externe,  îndeplinind funcțiile de secretar I la Departamentul Securitate Internațională și Dezarmare (1985-1990), subsecretar de stat, șef al Departamentului America Latină, Asia și Africa (23 august 1990 - mai 1991) și secretar de stat (mai 1991 - 19 noiembrie 1992). În anul 1990 a fost promovat la rangul de consilier diplomatic, apoi în 1992 la cel de ambasador.
A fost căsătorit cu jurnalista de televiziune Felicia Meleșcanu (1941–2004). Din această relație a rezultat fiica Marina, de profesie medic stomatolog.
Teodor Meleșcanu a fost și administratorul grupului Rompetrol, condus de Dinu Patriciu.

## Activitate politică
În perioada 19 noiembrie 1992 - 11 decembrie 1996, Teodor Meleșcanu a îndeplinit funcția de Ministru de stat, Ministru al Afacerilor Externe în guvernul condus de Nicolae Văcăroiu. În această calitate, a fost membru și lider al delegațiilor române la diferite conferințe și reuniuni ale membrilor la Națiunile Unite, agențiile specializate, OSCE, Consiliul Europei, NATO, UEO și organizații regionale.
În urma alegerilor din noiembrie 1996, a fost ales ca senator de Prahova, pe listele PDSR. În această calitate, a îndeplinit funcția de președinte al Comisiei pentru Afaceri Externe din Senatul României în legislatura 1996 - 2000. Până în noiembrie 1997, a fost membru în Delegația Parlamentului României la Adunarea Parlamentară a Consiliului Europei. În legislatura 1996-2000, Teodor Meleșcanu a inițiat 8 propuneri legislative din care 1 a fost promulgată lege.
În iunie 1997 a fondat partidul Alianța pentru România, împreună cu câțiva foști membri ai PDSR (Mircea Coșea, Iosif Boda, Marian Enache și alții), Meleșcanu fiind ales președintele acestui partid în decembrie 1997 și reales în aceeași funcție în martie 2001. În ianuarie 2002, în urma fuziunii Alianței pentru România cu Partidul Național Liberal, Meleșcanu devine prim-vicepreședinte al PNL. El a fost ales ca vicepreședinte al PNL (ca urmare a Congresului ordinar din februarie 2005) și ca vicepreședinte al PNL responsabil cu relațiile internaționale (ca urmare a Congresului extraordinar din ianuarie 2007).
În urma alegerilor parlamentare din noiembrie 2004, a fost ales ca senator de Prahova, candidând pe listele Alianței D.A.. În calitate de senator, a fost vicepreședinte în Biroul Permanent al Senatului (până în aprilie 2007), membru în Comisia pentru politică externă, în Subcomisia pe problemele românilor din afara granițelor, în Comisia juridică, de numiri, disciplină, imunități și validări (octombrie 2005 - aprilie 2007) și în Comisia de anchetă pentru investigarea afirmațiilor cu privire la existența unor centre de detenție ale CIA sau a unor zboruri ale avioanelor închiriate de CIA pe teritoriul României. În legislatura 2004-2008, Teodor Meleșcanu a fost membru în grupurile parlamentare de prietenie cu Republica Algeriană Democratică și Populară și Albania. În această legislatură, Teodor Meleșcanu a avut 782 de luări de cuvânt și a inițiat 26 de propuneri legislative, din care 10 au fost promulgate legi.
În urma remanierii guvernamentale din 5 aprilie 2007, Teodor Meleșcanu a fost numit în funcția de ministru al apărării naționale în Guvernul Tăriceanu. În perioada 15 ianuarie - 29 februarie 2008, a fost ministru interimar al justiției, ca urmare a neînțelegerilor dintre președinte și premier cu privire la numirea în funcția vacantă de la conducerea Ministerului Justiției a senatoarei Norica Nicolai.
În legislatura 2008-2012, Teodor Meleșcanu a fost membru în grupurile parlamentare de prietenie cu Republica Arabă Egipt, Republica Islamică Iran, Georgia și Republica Franceză-Senat. În această legislatură, Teodor Meleșcanu a avut 648 de luări de cuvânt  și a inițiat 32 de propuneri legislative, din care 9 au fost promulgate legi.
La data de 28 februarie 2012 a fost validat de Parlament în funcția de director al Serviciului de Informații Externe.
Magistrații Curții Constituționale al României a decis pe 22 ianuarie 2020, că alegerea lui Teodor Meleșcanu la șefia Senatului este neconstituțională și din acest motiv i-a fost invalidat mandatul. Sesizarea a fost făcută de membri ai Grupului parlamentar al ALDE, PNL, PMP, UDMR, precum și de senatori neafiliați.
La data de 9 iunie 2020 Senatorul Teodor Meleșcanu s-a înscris în Partidul Puterii Umaniste (social-liberal), devenind  astfel primul senator al formațiunii politice.

### Candidat la președinția României
În 2014 și-a depus candidatura pentru alegerile prezidențiale din 2 noiembrie. Ocupă poziția a opta pe buletinul de vot.
Conform rezultatelor finale ale alegerilor pentru președinția României, Teodor Meleșcanu a obținut în primul tur de scrutin (organizat în ziua de duminică, 2 noiembrie 2014) un număr de 104.131 voturi din numărul total de 9.723.232, terminând pe locul 9 din 14, cumulând circa 1,09% din toate voturile exprimate și validate.

## Activitate științifică
În afară de activitatea diplomatică și politică, Teodor Meleșcanu a desfășurat și o activitate didactică. El predă ca profesor la Facultatea de Științe Politice a Universității București, Catedra de relații internaționale, fiind titular al cursurilor "Drept internațional public", "Securitate europeană" și "Principiile și practica diplomației". De asemenea, predă cursul "Teoria și practica negocierilor internaționale" la cursurile de masterat ale Facultății de Științe Politice a Universității din București și cursul "Drept internațional public" la cursurile de masterat ale Facultății de Istorie a Universității din București.
Meleșcanu a publicat o serie largă de lucrări și publicații științifice legate de dreptul internațional și diplomație. El este vicepreședinte al Asociației de Drept Internațional și Relații Internaționale (ADIRI) din București, membru al Institutului de Studii Politice din București și al Institutului Român de Studii Internaționale (IRSI).